# 歌唱剧

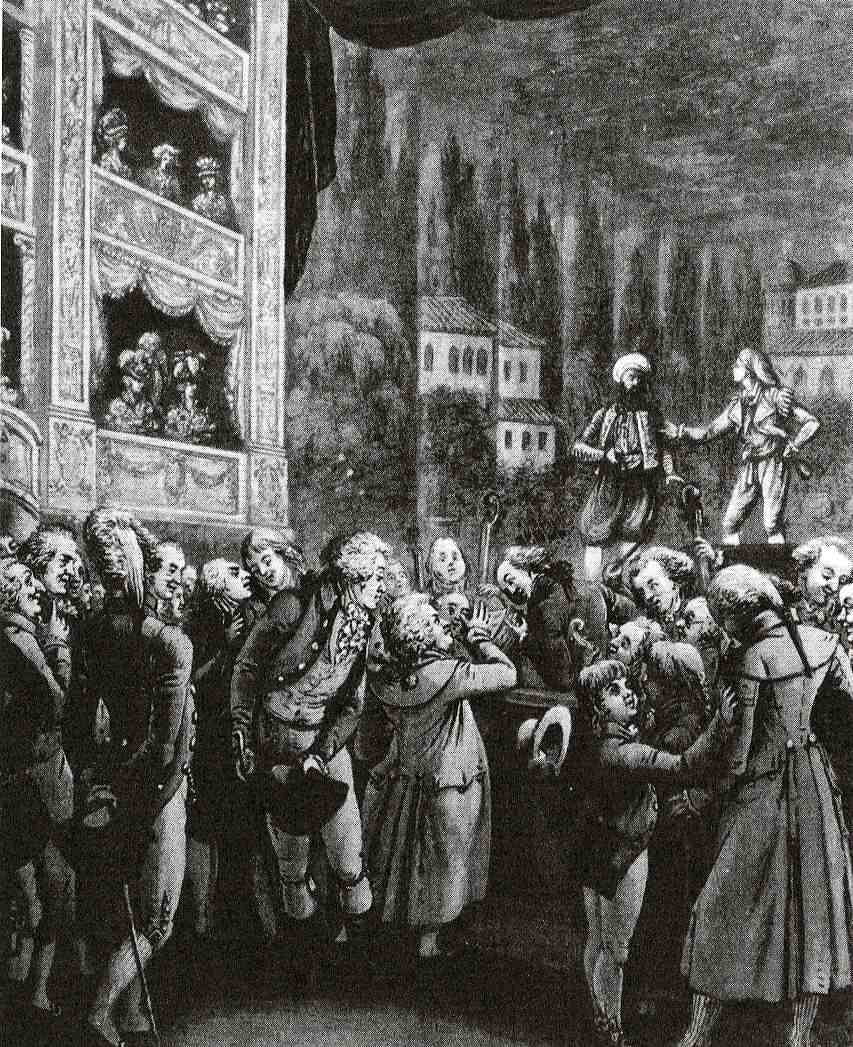
1789年的歌唱剧《後宮誘逃》

歌唱剧是带有歌唱和乐器音乐演奏的小型的话剧，起源于英国的“叙事歌剧”和法国的“喜歌剧”，十八世纪后半期传入德国，逐形成后来的歌唱剧。其特点是以音乐化的对白代替宣叙调的形式，加入民谣的风格，内容多带有政治讽刺的含义。

## 历史
从16世纪开始在德语中就已经存在歌唱剧这个名称，当时这个名称指的是带有表演的小夜曲或者带有音乐的教堂、宫廷或者城市里的演出。在巴洛克时期里出现了参照意大利的榜样形成的田园诗歌。当时歌唱剧这个名称泛指所有带有音乐的舞台演出，它与歌剧之间的区别仅在于歌剧是从拉丁语族地区来的剧目，而歌唱剧则泛指所有在德国当地形成的类似的剧目。
从1700年开始歌唱剧这个名称开始被用来区分市民阶层的音乐剧与宫廷的歌剧。与歌剧不同的是歌唱剧使用歌曲，而不使用咏叹调，使用对话，而不使用宣叙调。当时有些简单的歌唱剧甚至没有自己作的曲，而是直接使用当时流行的综艺秀曲调。
1776年约瑟夫二世将维也纳的法国剧院改名为德语国家剧院（今城堡剧院），鼓励演唱德语歌唱剧，来排挤法语剧目。沃尔夫冈·阿马多伊斯·莫扎特的《後宮誘逃》就是在这个情况下产生的。维也纳的国家歌唱剧结合了传统的维也纳民间剧目、喜歌剧和正歌剧（《魔笛》就有这个特点）。歌德和克里斯多夫·马丁·维兰德也为歌唱剧写过词。
通过约翰·亚当·席勒的影响德语歌唱剧于18世纪和19世纪初达到了其顶峰。歌唱剧往往有喜剧特征，因为当时的传统是市民剧目必须是喜剧。这个传统逐渐消失后歌唱剧也被用来表达严肃的内容，比如莫扎特的歌唱剧以及路德维希·凡·贝多芬的《费德里奥》（其第一幕具有明显的歌唱剧特征）。
在19世纪里歌唱剧与规模巨大的大歌剧正好相反，而且小的巡回演出的剧团也可以表演歌唱剧。这个时候的作家包括阿尔伯特·洛尔青。
在19世纪后半页轻歌剧往往被称为歌唱剧。20世纪在伦敦和纽约形成了音乐喜剧，今天的音乐剧的前身。